# X-Kid
X-Kid est une chanson du groupe punk rock américain Green Day enregistrée pour leur 11e album studio, ¡Tré!. Elle est sortie en tant que single le 12 février 2013.

## Contexte et sortie
X-Kid est sorti en tant que single le 12 février 2013. Le 19 décembre 2012, une vidéo est sortie sur la chaîne YouTube officielle de Green Day, montrant la chanson jouée sur une cassette audio.

## Thème et composition
Selon The A.V. Club, X-Kid a « une intro entraînante qui dégénère en un mélange entre deux chansons de leur album de 1992 Kerplunk, “Who Wrote Holden Caulfield?” et “One Of My Lies”. »

## Sens de la chanson
X-Kid traite du suicide d'un ami proche du groupe.